# لنویک، نروژ
{{Infobox kommune
|name=لنویک، نروژ
|native_name=Leaŋgáviika suohkan
|native_name_lang=
|other_name=
|official_name=لنویک، نروژ
|former=yes
|idnumber=۱۹۳۱
|image_skyline=Finnsnes.jpg
|image_caption=View of Finnsnes
|county=Troms
|district=Midt-Troms
|capital=فینسنس
|established=۱ ژانویه ۱۸۳۸
|disestablished=۱ ژانویه ۲۰۲۰
|preceded=none
|succeeded=Senja in 2020
|demonym=Lenvikværing
|language=Neutral
|coatofarms=Lenvik komm.svg
|flag=
|area_rank=۱۲۶
|area_total_km2=۸۹۲٫۶۹
|area_land_km2=۸۴۸٫۸۸
|area_water_km2=۴۳٫۸۱
|area_water_percent=۴٫۹
|population_as_of=۲۰۱۸
|population_rank=۱۰۱
|population_total=۱۱٬۶۴۴
|population_density_km2=۱۳٫۷
|population_increase=۴٫۳
|coordinates=|utm_zone=33W|utm_northing=7699984|utm_easting=0616578|geo_cat=adm2nd(به لاتین: Lenvik) یک منطقهٔ مسکونی در نروژ است که در ترومس واقع شده‌است. لنویک ۸۹۲٫۶۹ کیلومتر مربع مساحت و ۱۱٬۶۴۴ نفر جمعیت دارد.